# Mikami Akinori
Akinori Mikami (sinh ngày 12 tháng 6 năm 1969) là một cầu thủ bóng đá người Nhật Bản.

## Sự nghiệp câu lạc bộ
Akinori Mikami đã từng chơi cho Urawa Reds.

## Thống kê câu lạc bộ

### J.League
| Đội        | Năm       | J.League | J.League | J.League Cup | J.League Cup | Tổng cộng | Tổng cộng |
| Đội        | Năm       | Trận     | Bàn      | Trận         | Bàn          | Trận      | Bàn       |
| ---------- | --------- | -------- | -------- | ------------ | ------------ | --------- | --------- |
| Urawa Reds | 1992      | -        | -        | 0            | 0            | 0         | 0         |
| Urawa Reds | 1993      | 8        | 0        | 0            | 0            | 8         | 0         |
| Urawa Reds | 1994      | 5        | 0        | 0            | 0            | 5         | 0         |
| Tổng cộng  | Tổng cộng | 13       | 0        | 0            | 0            | 13        | 0         |